# Justicia thunbergioides
Justicia thunbergioides là một loài thực vật có hoa trong họ Ô rô. Loài này được (Lindau) Leonard mô tả khoa học đầu tiên năm 1959.